# سليمان علالي
 سليمان علالي (1991 الجزائر) هو لاعب كرة قدم جزائري.